# Guarani de Juazeiro
A Guarani Esporte Clube (CE), vagy Guarani de Juazeiro Brazília, Ceará államának labdarúgó csapata. 1941-ben Juazeiro do Norte városában hozták létre. A Cearense bajnokság és az országos negyedosztály, a Série D résztvevője.

## Sikerlista

### Állami
- 2-szeres Série B bajnok:  2004, 2006

## Játékoskeret
2015-től
| # |     | Poszt | Név            |
| - | --- | ----- | -------------- |
|   | BRA | K     | Fábio          |
|   | BRA | K     | Jhones         |
|   | BRA | K     | Joao Pedro     |
|   | BRA | V     | Valclecio      |
|   | BRA | V     | Paulo Ricardo  |
|   | BRA | V     | Afonso         |
|   | BRA | V     | Roberto Baiano |
|   | BRA | V     | Ricardo        |
|   | BRA | V     | Pedro Junior   |
|   | BRA | V     | Reginaldo      |
|   | BRA | KP    | Reginaldo      |
|   | BRA | KP    | Abaiara        |
|   | BRA | KP    | Serginho       |
|   | BRA | KP    | Tourun         |
|   | BRA | KP    | Vilker         |
|   | BRA | KP    | Nael           |

| # |     | Poszt | Név             |
| - | --- | ----- | --------------- |
|   | BRA | KP    | Mateus          |
|   | BRA | KP    | Zé Augusto      |
|   | BRA | KP    | Alisson         |
|   | BRA | KP    | Bagietto        |
|   | BRA | KP    | Bruno           |
|   | BRA | KP    | Denis           |
|   | BRA | KP    | Erlon           |
|   | BRA | KP    | Gleidson        |
|   | BRA | KP    | Guga            |
|   | BRA | KP    | Leylon          |
|   | BRA | KP    | Luciano Martins |
|   | BRA | CS    | Jefferson       |
|   | BRA | CS    | Roberto Jacaré  |
|   | BRA | CS    | Bebeto          |
|   | BRA | CS    | Niel            |
|   | BRA | CS    | Moré            |